# Velocity (stacja telewizyjna)
Velocity (dawniej Discovery HD Theater, HD Theater) – kanał telewizyjny spółki Warner Bros. Discovery nadawany w rozdzielczości HDTV. Kanał powstał w 2002 roku a jego pierwotną nazwą było Discovery HD Theater. Stworzenie kanału zapoczątkowało nową erę kanałów Discovery. Discovery Communications stworzyło podobny kanał pod nazwą Discovery HD. W 2007 w USA spółka wypuściła nowe symulacyjne do wcześniejszych kanały: Animal Planet HD, TLC HD i Science Channel HD.

## Najpopularniejsze programy
- American Chopper
- City Slickers
- Corwin's Quest
- Destination HD
- Extreme Engineering
- Golf Escapes
- HD Getaways
- HD Traveler
- Planet Earth
- Rides
- Rogue Nature
- Sunrise Earth
- One Six Right: The Romance of Flying
- Paris 2010: The Great Flood
- 1,000 Places to See Before You Die